# Agatharchide
Agatharchide (en grec ancien Ἀγαθαρχίδης / Agatharchidès) est un grammairien et géographe grec du IIe siècle av. J.-C.

## Biographie
Né à Cnide vers 190 av. J.-C., il est secrétaire et lecteur de Ptolémée VI, et secrétaire auprès d'Héraclide Lembos, selon Photios. Il est l'élève de Cinneos, et imita le style de Thucydide dans les discours, considéré comme un des inspirateurs de Posidonios d'Apamée. Il a écrit deux traités historiques monumentaux, perdus, Sur l’Asie, en 10 livres, et Sur l’Europe en 49 livres.  
Dans sa Bibliothèque, Photios consacre une notice à Agatharchide et à son traité Sur la Mer Rouge. Il fait de cet écrivain un vif éloge, louant sa sobriété et sa clarté. Diodore de Sicile dans sa Bibliothèque historique, Flavius Josèphe et Athénée citent des extraits de ses écrits, entre autres. On estime qu’il pourrait être l’auteur du traité nommé Sur la mer Erythrée en cinq livres, écrit entre -145 et -132, dont il ne reste que des fragments recueillis par l’édition Hudsonianae dans ses Geographi minores, et commentés par Pascal-François-Joseph Gosselin dans ses Recherches sur la géographie, puis réédités par Karl Müller entre 1849 et 1855. Dans ce traité, Agatharchide enregistrait les découvertes des expéditions menées par les Ptolémées : il décrivait les Ichthyophages (« mangeurs de poissons »), peuples qui habitent le littoral du golfe Arabique, la Troglodytique et l'Éthiopie ; il pourrait être l’auteur d’une Histoire de Perse, dont quelques fragments se retrouvent dans les Excerptæ historiæ (Francfort 1559) et dans les Fragments historiques de la collection de Didot (1848).
Flavius Josèphe le cite au livre XII des Antiquités Judaïques : « Ce récit est confirmé par Agatharchidès de Cnide, qui écrivit l'histoire des diadoques, et qui nous reproche notre superstition, prétendant qu'elle nous a fait perdre notre liberté : « Il y a, dit-il, un peuple appelé le peuple juif, qui, possédant une ville forte et grande, Jérusalem, la vit avec indifférence passer au pouvoir de Ptolémée, pour n'avoir pas voulu prendre les armes, et souffrit, grâce à une intempestive superstition, un maître rigoureux ». Voilà ce qu'Agatharchidès a déclaré au sujet de notre peuple. »